# Fargana Gasimova
Fargana Gasimova (en azéri:Fərqanə Alim qızı Qasımova, née le 6 août 1979 à Chemakha) est une chanteuse azerbaïdjanaise de mugham en Azerbaïdjan. Elle est la fille du célèbre chanteur de mugham Alim Gasimov. Elle est bénéficiaire à deux reprises des prix présidentiels pour la promotion de la musique azerbaïdjanaise, en 2012 et 2014.

## Biographie
En 1995, à l’âge de seize ans, pour la première fois F.Gasimova rejoint Alim Gasimov lors de sa tournée de concerts en Allemagne. À l’âge de vingt ans, elle devient une chanteuse à part entière et  A.Gasimov choisit d’inclure sa fille dans son ensemble. Pour la
première fois Fargana apparait sur The Legendary Art of Mugham en 1997, sur lequel les deux ont partagé des tâches vocales sur la chanson Getme Getme(Ne t'en va pas). Leur prochain album comprenait un morceau, Bagishla meni (Pardonne-moi).
En 1999, Qasimova et son père participent au concert l'Esprit de l'Est, dirigé et composé par le musicien israélien Mizrahi Peretz Eliyahu et Mark Eliyahu.
En 2007, elle enregistre avec son père et publie d’autres séries de l’Asie centrale, Vol. 6 : Musique spirituelle de l'Azerbaïdjan. Elle en profite également pour se produire à New York en 2005 dans le cadre du projet Voie de soie de Yo-Yo Ma. 
En 2002, Fargana Gasimova fait sa première apparition en tant que soliste au Festival de Voie de soie en Belgique.
En 2014, elle sort son premier album. La même année, elle donne son premier concert solo à Bakou.

## Discographie
Albums :
- L'art légendaire du Mugham (15 octobre 1997) avec l'ensemble Alim Gasimov
- Océan d'amour (11 octobre 1999) avec Alim Gasimov[3].
- Série Asie centrale, Vol. 6: Musique spirituelle d'Azerbaïdjan (25 septembre 2007) avec Alim Gasimov

Dialogue intime - Live at Morgenland Festival Osnabrück 2009 avec Alim Qasimov
- Durnalar (12 mai 2014)